# Megistoleon ritsemae

Megistoleon ritsemae är en insektsart som först beskrevs av Herman Willem van der Weele 1907.
Megistoleon ritsemae ingår i släktet Megistoleon och familjen myrlejonsländor. Inga underarter finns listade i Catalogue of Life.